# Hoplitomeryx
Hoplitomeryx — род ископаемых жвачных парнокопытных, обитавших в позднем миоцене на островах на территории современной юго-восточной (возможно, также центральной) Италии. Различные современные исследователи насчитывают в данном роде от четырёх до шести видов.

## Открытие и классификация
Род Hoplitomeryx в качестве единственного рода нового семейства Hoplitomerycidae был описан в 1983 году по окаменелостям (включавшим части черепов, скелетов и отдельные зубы) с полуострова Гаргано в юго-восточной Италии (провинция Фоджа). Хотя костный материал был богатым и разнообразным по размерам, в первой публикации, посвящённой семейству Hoplitomerycidae, её автор Жозеф Лейндерс счёл возможным дать название только одному роду, а внутри рода — единственному виду Hoplitomeryx matthei. Опираясь на два лучше всего сохранившихся черепа, Лейндерс описал копытное необычного вида — с двумя парами рогов у глаз (причём внешние рога направлены почти горизонтально в стороны) и ещё одним рогом в носовой части черепа, а также длинными саблевидными верхними клыками. Название нового таксона было образовано от греческих слов ὁπλίτης «тяжеловооружённый воин» и μηρυκάζω «жую жвачку». По ряду признаков, относящихся как к черепу, так и к костям конечностей и позвоночнику, Лейндерс классифицировал новое семейство как часть входящего в инфраотряд Pecora надсемейства Cervoidea (в которое включаются оленевые, кабарговые и другие близкородственные им семейства жвачных).
В дальнейшем, с обнаружением новых останков в центральной Италии, близ города Сконтроне (Л’Акуила), которые были классифицированы как принадлежащие новым видам рода Hoplitomeryx, было высказано предположение, основанное на ряде архаичных черт, согласно которому семейство Hoplitomerycidae является более базальным, чем считалось изначально. Согласно Паулю Мацце из Флорентийского университета, это семейство представляет собой сестринский таксон для клад Bovidae, Antilocapridae, Cervidae и Giraffidae, происходящий от отдельной ветви мелких древних жвачных.
Классификация Маццы была оспорена в 2014 году исследовательницей ископаемых копытных Александрой ван дер Гер. Ван дер Гер по ряду признаков разделяет находки из Гаргано и Сконтроне на два отдельных рода (Hoplitomeryx и Scontromeryx), принадлежащих к общему семейству Hoplitomerycidae, которое в свою очередь, по её мнению, является частью надсемейства Cervoidea. Ван дер Гер выделяет на материале из Гаргано три дополнительных вида рода Hoplitomeryx.

### Виды
Классификации, существующие к середине 2010-х годов, выделяют в составе рода Hoplitomeryx ряд видов. Между авторами существует согласие в отношении типового вида рода — Hoplitomeryx matthei Leinders, 1983, названного в честь палеонтолога Маттейса Фрёдентала. Этот вид сравним по размерам с континентальными видами оленей при средней массе тела, оцениваемой в 44 кг. Виды, описанные Маццой и Марко Рустиони как часть рода Hoplitomeryx, отнесены ван дер Гер к роду Scontromeryx, представителей которого отличает наличие вторых верхних и нижних премоляров и отсутствие верхних клыков и носового рога:
- Hoplitomeryx minutus (Scontromeryx minutus)
- Hoplitomeryx falcidens (Scontromeryx falcidens)
- Hoplitomeryx apulicus (Scontromeryx apulicus)
- Hoplitomeryx apruthiensis (Scontromeryx apruthiensis)
- Hoplitomeryx magnus (Scontromeryx magnus)

Ван дер Гер описывает ещё три вида рода Hoplitomeryx, все по останкам с полуострова Гаргано:
- Hoplitomeryx devosi (в честь бывшего куратора коллекции Дюбуа в Лейдене Джона де Воса)
- Hoplitomeryx mcpheei (в честь куратора отдела млекопитающих Американского музея естественной истории Росса Макфи)
- Hoplitomeryx kriegsmani (в честь главы департамента геологии Нидерландского центра биоразнообразия Лео Кригсмана)

Помимо этого, в статье ван дер Гер предложен на основании останков из Сконтроне ещё один вид рода Scontromeryx — Scontromeryx mazzai, видовое название которого дано в честь Пауля Маццы.

## Анатомия

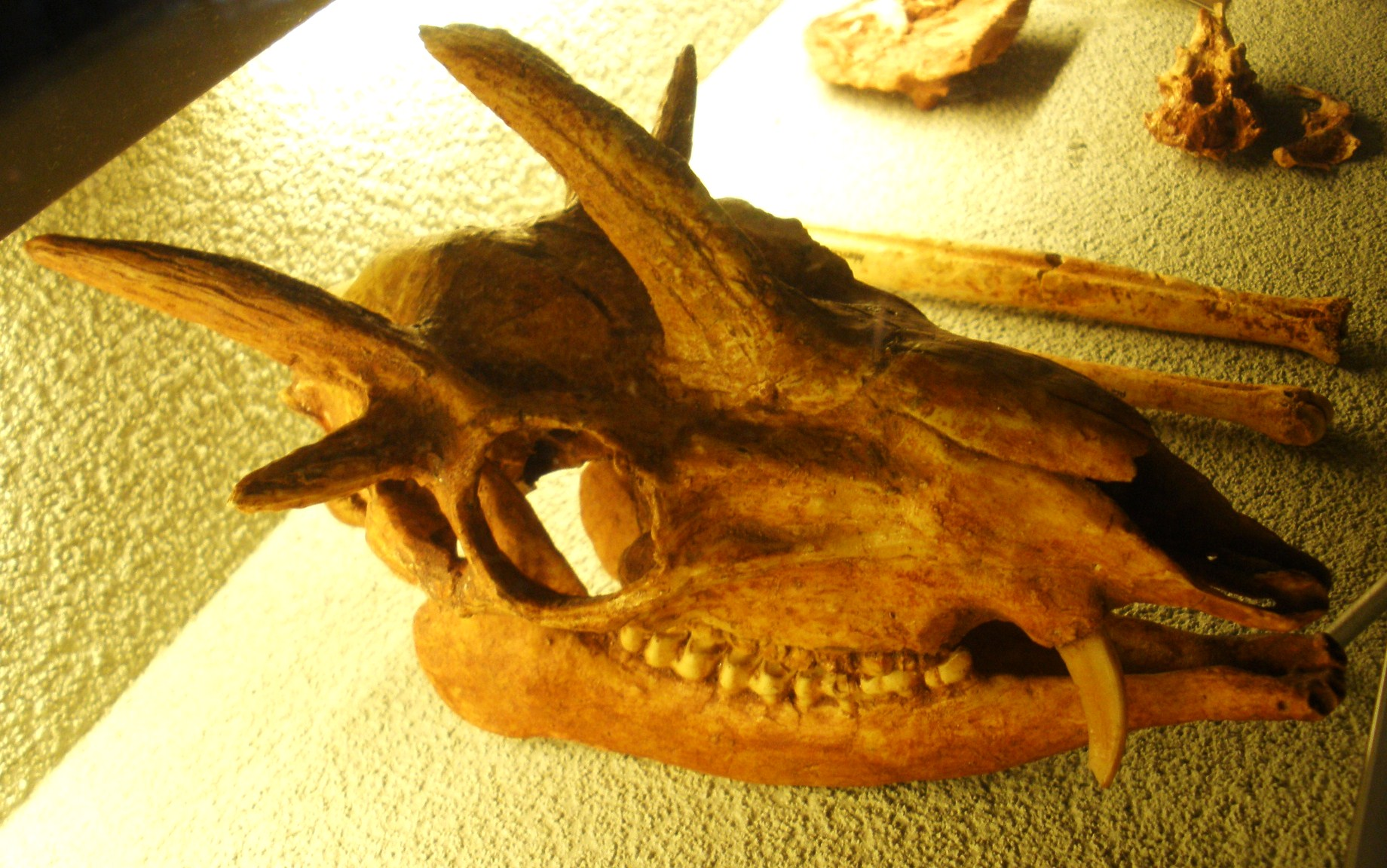
Череп H. matthei в коллекции музея Натуралис (Лейден, Нидерланды)

Представители рода Hoplitomeryx были жвачными копытными размерами от небольших до средних. Известные части скелета в своё время были сгруппированы по размерам в четыре категории, причём самые большие кости конечностей (плечевая и лучевая) — вдвое более длинные и толстые, чем в соседней группе, — а также самые крупные части черепа принадлежали подростковым особям, что позволяет предположить, что взрослые экземпляры в этой группе были ещё крупней. Среди представителей рода были как крепко сложенные небольшие копытные весом около 21 кг (Hoplitomeryx devosi), так и крупные стройные и длинноногие животные, приспособленные для быстрого бега. К последним относится Hoplitomeryx kriegsmani — крупнейший из видов, описанных по останкам из Гаргано (усреднённая оценка массы тела для по-видимому подростковой особи составляет 103 кг). У одного из сочленений предплюсны и плюсны, обнаруженных в Сконтроне, общая длина (оценочно) превышает 47 см, что больше, чем у экземпляра из Гаргано и примерно на треть больше, чем у современной западной канны; при этом кость достаточно тонка, почти вдвое тоньше, чем у западной канны.
Лейндерс в своей публикации 1983 года даёт ряд апоморфических признаков рода Hoplitomeryx. К ним относятся:
- две пары несбрасываемых, неветвящихся, покрытых кератином сплошных рогов, исходящих из общего основания у глазниц
- непневматизированная крышка черепной коробки
- двойные выходы слёзных каналов у кромки глазных орбит
- отсутствие первого и второго премоляров, слабая моляризация четвёртого нижнего премоляра, наличие третьей двухбугорковой доли у третьего нижнего моляра;
- закрытая над дальним концом кости выемка в передней части III/IV кости плюсны

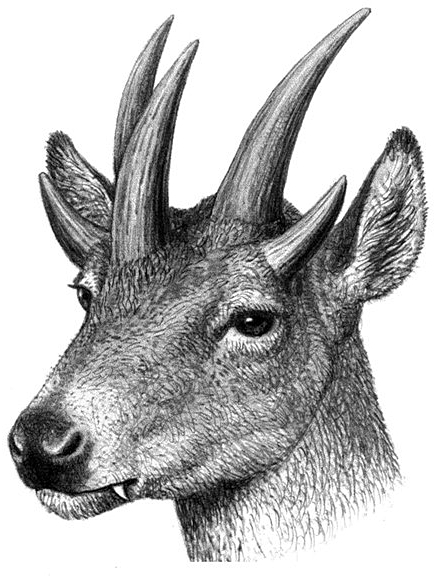
Реконструкция облика, предлагаемая Mauricio Antón

Другие специфичные черты, описанные Лейндерсом и более поздними исследователями, включали:
- короткую, массивную морду
- расположенный посреди морды, выше ноздрей, одиночный рог того же типа, что и рога у глазниц
- длинные, саблевидные верхние клыки (нижние клыки, как и у всех представителей инфраотряда Pecora, по форме напоминают резцы[16])
- вздутый гладкий слуховой барабан (костную структуру, в которую частично заключены органы среднего и внутреннего уха)
- полностью сросшуюся с плюсной ладьевидно-кубовидную кость
- неравностороннюю таранную кость
- и сильно вытянутые лопатки

Позже, на основе анализа окаменелостей из Сконтроне, было высказано мнение, что отсутствие второго премоляра и наличие саблевидных верхних клыков не являются определяющими характеристиками для рода Hoplitomeryx, а количество рогов может варьировать — в том числе может наличествовать или отсутствовать центральный рог, возможны и полностью безрогие виды (либо половой диморфизм, при котором самцов от самок может отличать как иное количество рогов, так и наличие или отсутствие верхних клыков). Однако если останками из Сконтроне и Гаргано представлены разные роды, то саблевидные клыки, центральный рог и отсутствие второго премоляра могут по-прежнему рассматриваться как черты, отличающие род Hoplitomeryx от рода Scontromeryx.

## Палеоэкология
По-видимому, род Hoplitomeryx был единственным родом копытных на древнем острове Апулия (или Апулия-Абруццо), существовавшем в позднем миоцене на месте современного полуострова Гаргано и соседних регионов Италии (ни на Гаргано, ни в районе Сконтроне не найдено останков других миоценовых копытных). В различные периоды своей истории это мог быть либо один большой по площади остров, предоставлявший на своей территории разнообразные экологические ниши, либо архипелаг меньших по размерам и разных по топографии островов. В настоящее время считается, что предки рода Hoplitomeryx пришли на Апулию по сухопутному мосту, около 29 миллионов лет назад соединявшему её с Балканами и затем погрузившемуся в море. Процесс погружения перешейка завершился около 14 миллионов лет назад. После этого на продолжении длительного по геологическим меркам времени место обитания Hoplitomeryx претерпевало лишь очень незначительные изменения, не будучи, в отличие от более поздних эпох, подвержено ни эффектам подъёма и понижения поверхности Мирового океана, связанным с оледенениями, ни антропогенному воздействию.
Поскольку Hoplitomeryx не испытывал на Апулии конкуренции со стороны других крупных травоядных, его представители предположительно постепенно заняли экологические ниши, в континентальных условиях занятые разными видами. Поскольку гипотетические предки этого рода были мелкими копытными, крупнейшие его виды представляют собой образец островного гигантизма, прежде у копытных не описывавшегося. В апулийских третичных отложениях найдены остатки и других видов животных, демонстрирующих эффекты островного гигантизма. Среди этих видов — землеройка Deinogalerix koeningswaldi, длина черепа которой достигает 20 см, и такие грызуны, как Mikrotia magna (представитель семейства мышиных с длиной черепа 10 см), гигантская соня Stertomys и гигантский хомяк Hattomys; более крупный, чем его континентальные родичи, вид выдр Paralutra garganensis; и Prolagus imperialis — самый крупный из известных видов рода Prolagus. Эндемичными для Гаргано были также крупные хищные птицы — орёл Garganoaetus, крупнейший из трёх видов которого, Garganoaetus freudenthali, достигал размеров беркута, и сипуха Tyto gigantea, бывшая вдвое крупней современного филина. Поскольку из представителей отряда хищных, обитавших на Апулии, к настоящему времени известна только выдра, эту нишу, вероятно, занимали крылатые хищники (как минимум размеры Garganoaetus freudenthali позволяли тому нападать на среднего размера жвачных), а также известные по находкам в Сконтроне крокодилы. Не исключено, что рога Hoplitomeryx вкупе с высокой посадкой головы и мускулатурой, позволявшей откидывать её назад, а также острым слухом, на который указывает увеличенный слуховой барабан, представляют собой эволюционный механизм защиты от атак с воздуха.
Уже Жозеф Лейндерс, первооткрыватель рода Hoplitomeryx, описывал условия его обитания как схожие с современным известняковым плато Карст: открытая, сухая местность, с преобладанием трав и низкорослых кустарников и почти полным отсутствием деревьев. Неравносторонняя таранная кость Hoplitomeryx, часто встречающаяся у примитивных парнокопытных, у данного рода могла быть атавизмом, но возможно, что такая форма была результатом параллельной эволюции, как у некоторых других островных копытных (в частности, у балеарского козла). В этом случае в качестве причины появления данной характеристики Мацца называет сильно пересечённую и каменистую местность, в которой обитали представители этого рода. В отличие от общих для всей Апулии характеристик почвы, разные экологические ниши предполагали разную диету, что Даниэль де Мигель из Автономного университета Барселоны называет основной причиной появления различных видов в рамках рода Hoplitomeryx. Размеры зубов (в том числе относительно друг друга у одной особи) и степень их износа указывают на то, что хотя основу рациона у всех групп в рамках рода составляли листья, у более крупного вида, как и у малого куду — крупной современной антилопы, — значительное место в нём занимали более жёсткие, истирающие зубы материалы.